# 잠슈타게른역
잠슈타게른역(독일어: Bahnhof Samstagern)은 스위스 취리히주와 리히터스빌 지자체에 있는 기차이다. 이 역은 인근 잠슈타게른 마을에서 그 이름을 가져왔다. 역은 페피콘 SZ에서 아트-골다우선까지, 베덴스빌에서 아인지델른까지의 철도 노선은 쥐토스트반 소유이다. 두 노선은 역의 북쪽과 서쪽으로 나뉜다.

## 운행편
역은 취리히 S-반 서비스 S13, 아인지델른에서 베덴스빌까지, S40에서 아인지델른에서 라퍼스빌까지 운행된다.
- S13 베덴스빌 – 잠슈타게른 – 아인지델른
- S40 라퍼스빌 – 페피콘 SZ – 잠슈타게른 – 아인지델른

이 역에는 쥐토스트반 차고와 정비창이 위치해 있다.